# Michael Mason
Michael Robert Christopher Mason (New Westminster, 30 settembre 1986) è un altista canadese.

## Palmarès
| Anno | Manifestazione      | Sede           | Evento        | Risultato | Prestazione | Note |
| ---- | ------------------- | -------------- | ------------- | --------- | ----------- | ---- |
| 2004 | Mondiali juniores   | Grosseto       | Salto in alto | Oro       | 2,21 m      |      |
| 2007 | Universiadi         | Bangkok        | Salto in alto | 18º (q)   | 2,10 m      |      |
| 2008 | Mondiali indoor     | Valencia       | Salto in alto | 8º        | 2,27 m      |      |
| 2008 | Giochi olimpici     | Pechino        | Salto in alto | 19º (q)   | 2,25 m      |      |
| 2009 | Universiadi         | Belgrado       | Salto in alto | Argento   | 2,23 m      |      |
| 2010 | Commonwealth        | Delhi          | Salto in alto | 7º        | 2,20 m      |      |
| 2012 | Giochi olimpici     | Londra         | Salto in alto | 8º        | 2,29 m      |      |
| 2013 | Mondiali            | Mosca          | Salto in alto | 25º (q)   | 2,17 m      |      |
| 2014 | Mondiali indoor     | Sopot          | Salto in alto | 8º        | 2,25 m      |      |
| 2014 | Commonwealth        | Glasgow        | Salto in alto | Bronzo    | 2,25 m      |      |
| 2015 | Giochi panamericani | Toronto        | Salto in alto | Argento   | 2,31 m      |      |
| 2015 | Mondiali            | Pechino        | Salto in alto | 18º (q)   | 2,26 m      |      |
| 2016 | Giochi olimpici     | Rio de Janeiro | Salto in alto | 18º (q)   | 2,26 m      |      |
| 2017 | Mondiali            | Londra         | Salto in alto | 18º (q)   | 2,26 m      |      |
| 2018 | Commonwealth        | Gold Coast     | Salto in alto | 6º        | 2,24 m      |      |
| 2018 | Campionati NACAC    | Toronto        | Salto in alto | Argento   | 2,28 m      |      |
| 2019 | Giochi panamericani | Lima           | Salto in alto | Argento   | 2,28 m      |      |
| 2019 | Mondiali            | Doha           | Salto in alto | 7º        | 2,30 m      |      |
| 2021 | Giochi olimpici     | Tokyo          | Salto in alto | 14º (q)   | 2,25 m      |      |